# Gonomyia (Neolipophleps) aequispinosa
Gonomyia (Neolipophleps) aequispinosa is een tweevleugelige uit de familie steltmuggen (Limoniidae). De soort komt voor in het Neotropisch gebied.